# Jozef Vaško (ekonom)

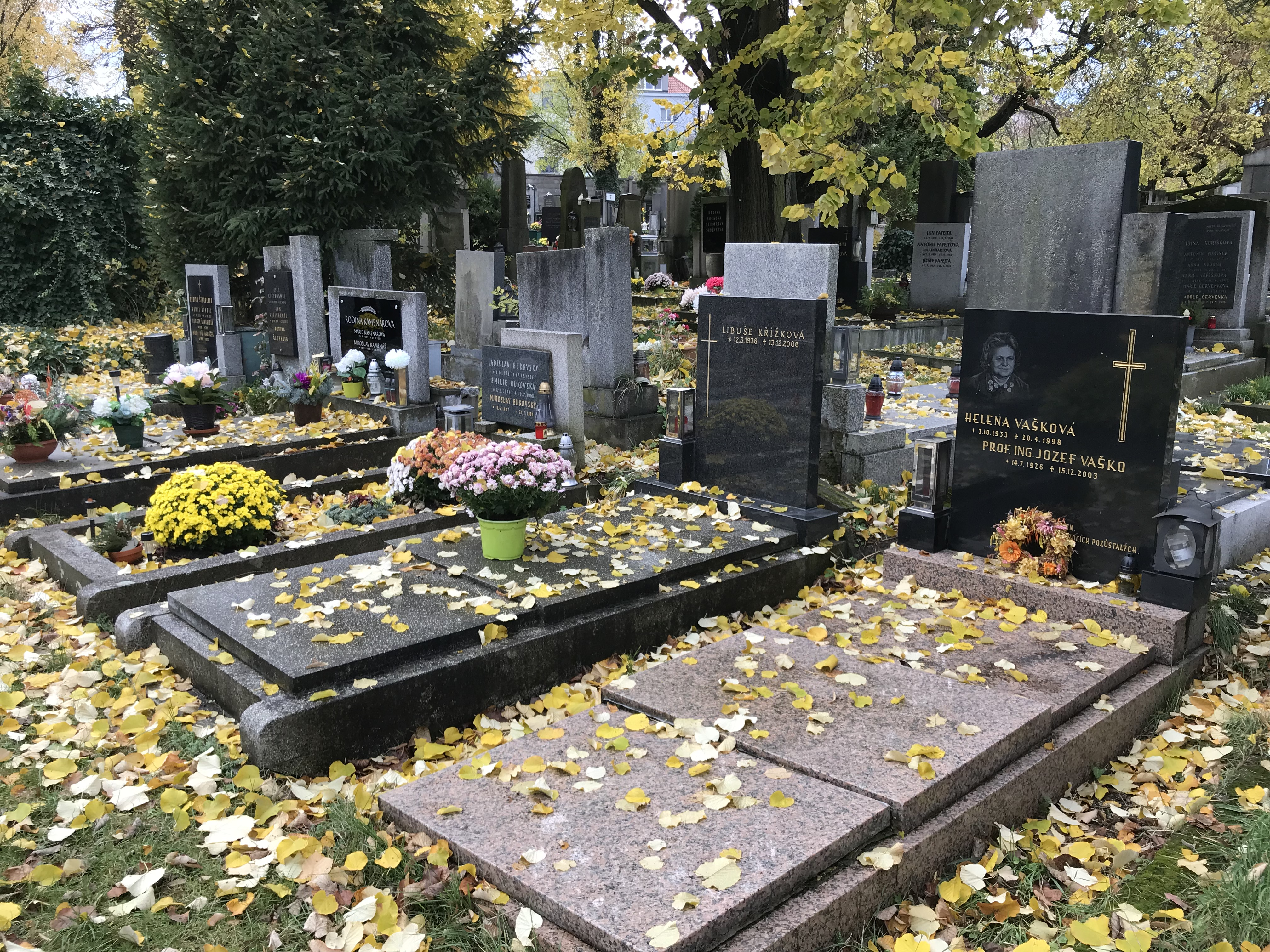
Rodinný hrob na Vršovickém hřbitově v Praze

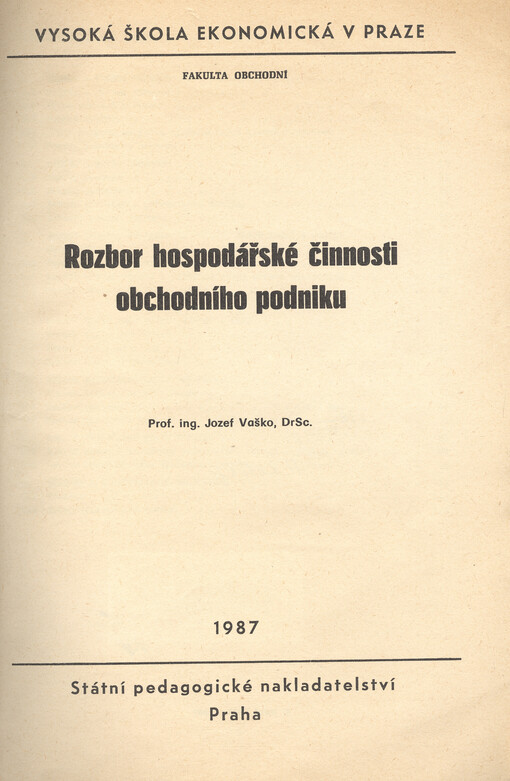
Skripta VŠE

Jozef Vaško (14. července 1926 – 15. prosince 2003) byl český univerzitní profesor.

## Život
Své vzdělání začal v Čavoji lidovou školou, následně studoval na měšťance v Handlové. Pokračoval ve studiích na obchodní škole v Krupině a na Obchodní akademii v Martině. Vystudoval vysokou školu ekonomickou v Praze. Po ukončení pražského studia působil jako odborný asistent na Vysoké škole ekonomické, kde se v roce 1960 habilitoval na docenta a v roce 1982 byl jmenován profesorem na katedře vnitřního obchodu. V 90. letech vyučoval na Vysoké škole zemědělské v Praze. Často přednášel na Slovensku, zejména na detašovaném pracovišti v Prievidzi, a byl významnou osobností v oblasti ekonomického vzdělávání.

## Dílo
- Vaško, Jozef. Příklady z rozboru hospodárskej činnosti obchodných podnikov: [Určeno] pro posluchače. 1. vyd. Praha: SPN, 1955. 64 s. Učební texty vysokých škol.
- Vaško, Jozef. Rozbor hospodárskej činnosti obchodných podnikov: Určeno pro posluchače fak. vnitř. a zahr. obchodu, financí a úvěru. 1. vyd. Praha: SPN, 1958. 113 s. Učební texty vysokých škol.
- Vaško, Jozef. Rozbor hospodářské činnosti obchodních podniků: (část praktická). 1. vyd. Praha: SPN, 1961. 139 s. Učební texty vysokých škol.
- Klozar, Jiří a Vaško, Jozef. Základy rozboru hospodářské činnosti obchodních podniků. 2., dopln. vyd. Praha: Vydavatelství obchodu, 1963. 405, [8] s. Základní knižnice vnitřního obchodu; sv. 10.
- Vaško, Jozef. Prírastkové analýzy v hospodárskom živote. [Praha]: [Početnická a organizační služba], 1969. 12 stran.
- Vaško, Jozef. Rozhodovanie a riziko v hospodárskej praxi. [Praha]: [Početnická a organizační služba], 1970. 12 stran.
- Havel, Zdeněk, Koníčková, Irena a Vaško, Jozef. Plánování československého vnitřního obchodu: studijní materiály. 1. vyd. Praha: SPN - pedagogické nakladatelství, 1975. 129 s.
- Pernica, Karel Martin a Vaško, Jozef. Socialistická obchodní politika a její matematické modelování: vysokošk. učebnice. 1. vyd. Praha: Merkur, 1978. 249 s.
- Vaško, Jozef. Rozbor hospodářské činnosti podniku. Vyd. 1. Praha: Státní pedagogické nakladatelství, 1978. 212 s.
- Vaško, Jozef, Doležal, Václav a Semeniuk, Petr. Vybrané kapitoly z ekonomiky vnitřního obchodu. Vyd. 1. Praha: Státní pedagogické nakladatelství, 1979. 126 s.
- Vaško, Jozef. Plánování a kontrola ve vnitřním obchodě. 1. vyd. Praha: Merkur, 1984. 214 s.
- Vaško, Jozef. Ekonomika obchodního podniku. 1. vyd. Praha: Merkur, 1987. 210 s.
- Strážovská, Elena a Vaško, Jozef. Marketingová analýza v obchode, cestovnom ruchu a službách. Časť 1, (Analýza obchodného podnikania). Bratislava: Edičné stredisko, Vysoká škola ekonomická v Bratislave, 1992. 178 stran. Vysokoškolské skriptá.
- Vaško, Jozef a Strážovská, Elena. Marketingová analýza v obchode, cestovnom ruchu a službách: (časť analýza obchodného podnikania). Bratislava: Rektorát Vysokej školy ekonomickej, 1992. 178 s..
- Vaško, Jozef. Obchodní nauka. Vyd. 1. Praha: Provozně ekonomická fakulta VŠZ v Praze, 1994. 137 s. .
- Vaško, Jozef et al. Obchodní nauka. Vyd. 1. Praha: Credit, 1997. 233 s. .